# Еспіраторна теорія складу
Еспіраторна теорія складу, еспіраторне визначення складу — мовознавча теорія, згідно з якою склад — це звук або комплекс звуків, що вимовляється одним поштовхом видихуваного повітря.

## Загальний опис
За цією теорією склад утворюється в результаті м'язового напруження голосових зв'язок, тож видихуваний струмінь повітря утворює своєрідні поштовхи — тобто склади.

## Критика
Сучасні експериментальні дослідження заперечують цю теорію, оскільки доведено, що одним поштовхом повітря можна вимовити і декілька складів.